# Pavel Ploc
Pavel Ploc (n. 15 iunie 1964, Jilemnice⁠(d), Regiunea Boemia de Est⁠(d), Cehoslovacia) este un săritor cu schiurile ce a reprezentat Cehia, medaliat olimpic. A participat la 2 ediții ale Jocurilor Olimpice (1984, 1988) în care a câștigat o medalie de argint și o medalie de bronz.